# Brumbies
ACT Brumbies, oftast kallade bara Brumbies och av sponsoravtalsskäl numera "Plus500 Brumbies" är ett rugby union lag från Australiens huvudstad Canberra som deltar i Super Rugby. Laget är det mest framgångsrika australiensiska laget i turneringen där man deltagit i 6 finaler och vunnit två. Namnet Brumbies kommer från vildhästarna som härjar fritt i Australian Capital Territory och södra New South Wales inland.
Hemmaställen är blåa, gula och vita och matcherna spelas hemma på GIO Stadium.

## Historia
Klubben bildades 1996 av spelare från Sydneybaserade NSW Waratahs som blivit avvisade och inte ansetts tillräckligt lovande att spela för "Tahs". Det ironiska är att Brumbies sedan dess induktion haft mer framgångar än rivalerna från Sydney.

## Kända spelare
- Stephen Larkham
- George Gregan
- Joe Roff
- George Smith
- Adam Ashley-Cooper
- David Pocock *
- Christian Lealiifano *
- Ben Alexander *
- Scott Fardy
- Stephen Moore

(*) = spelar 2017 fortfarande i klubben